# Dijkzwelmos
Dijkzwelmos (Scytinium teretiusculum) is een korstmossoort uit de familie Collemataceae. Het leeft op steen in symbiose met de alg Nostoc. 

## Determinatie
Het hymenium heeft een hoogte van 90–100 µm. De parafysen zijn onvertakt, 1,5 µm breed en apicaal licht verdikt. Het subhymenium is lichtgrijs van kleur en 25–35 µm hoog. Apotheciën komen zelden voor. De apotheciën hebben een diameter van 0,2 tot 0,4 mm. De ascus heeft acht sporen. De ascosporen zijn hyaliene, (1–)3–5-septaat transversaal, 1-septaat longitudinaal, ellipsoïde tot subfusiform en zijn 20–25 × 10–11 µm groot.

## Verspreiding
Dijkzwelmos is wijdverbreid in gematigde streken van het noordelijk halfrond in West-Europa en Noord-Amerika. In Nederland is de soort zeer zeldzaam en staat op de Nederlandse Rode Lijst in de categorie 'Kwetsbaar'.